# Schwabenhaus (Tübingen)

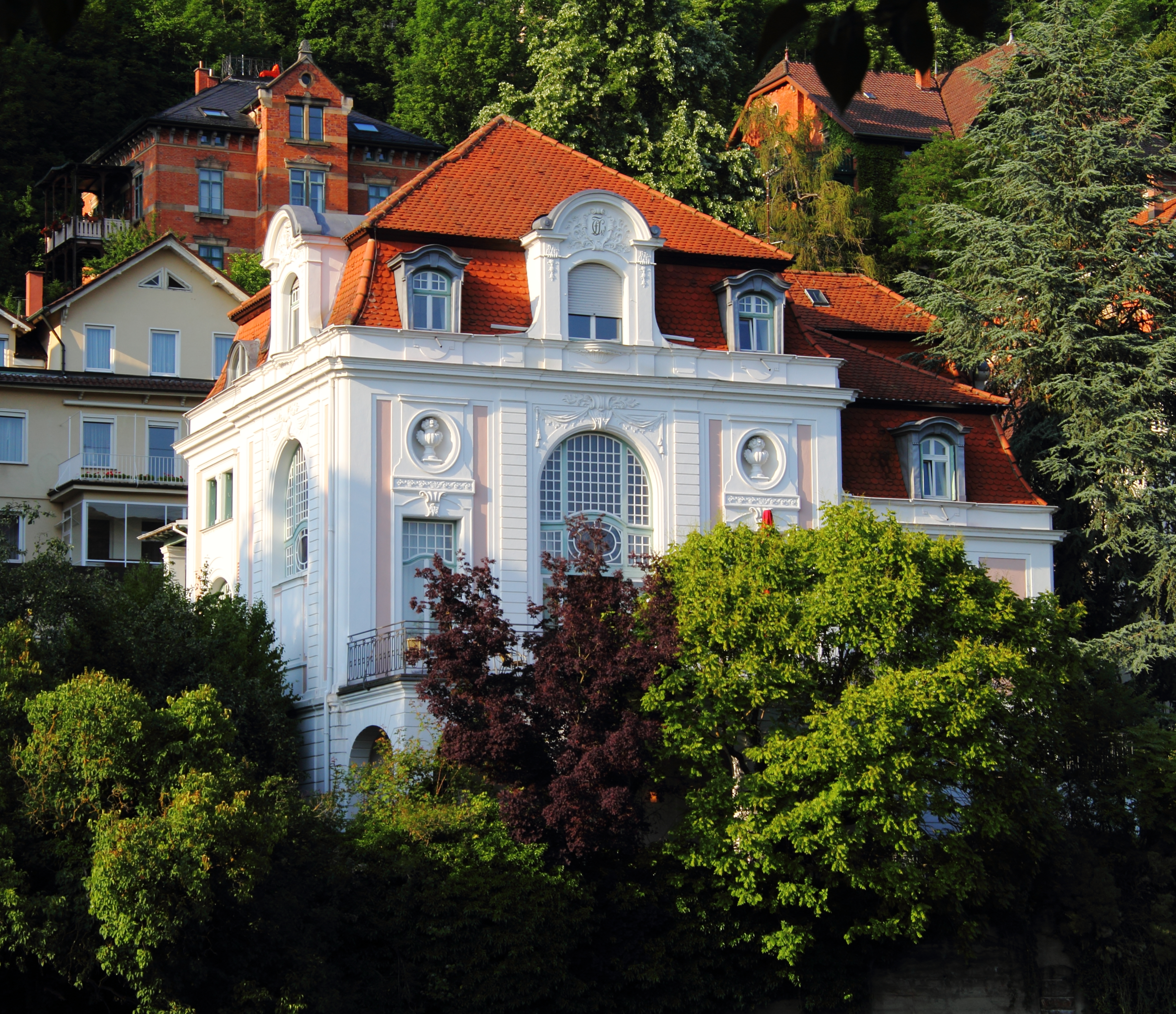
„Schwabenhaus“, früher das Haus des Corps Suevia Tübingen, heute Sitz der Evangelischen Hochschule für Kirchenmusik

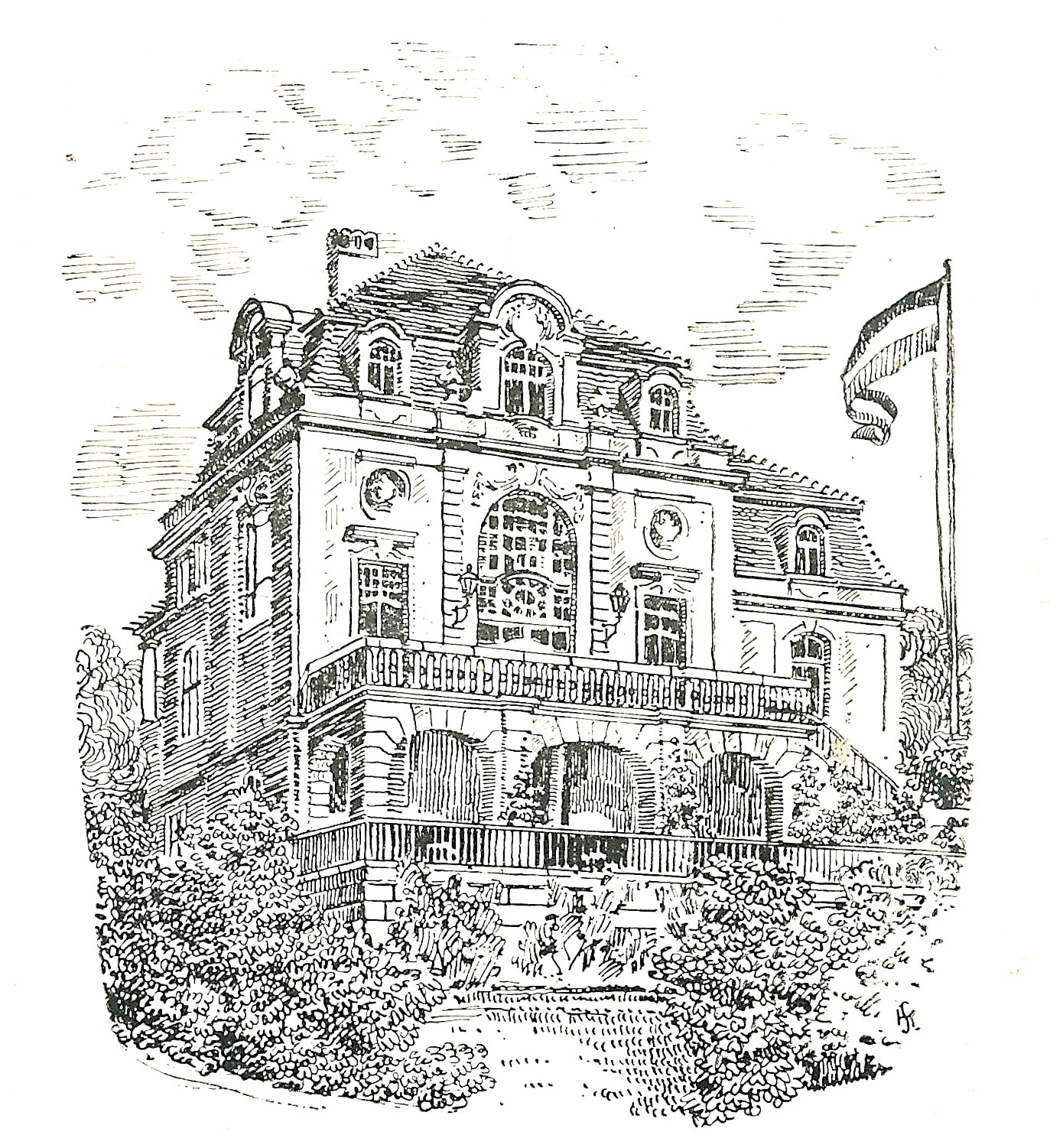
Darstellung als Corpshaus um 1910

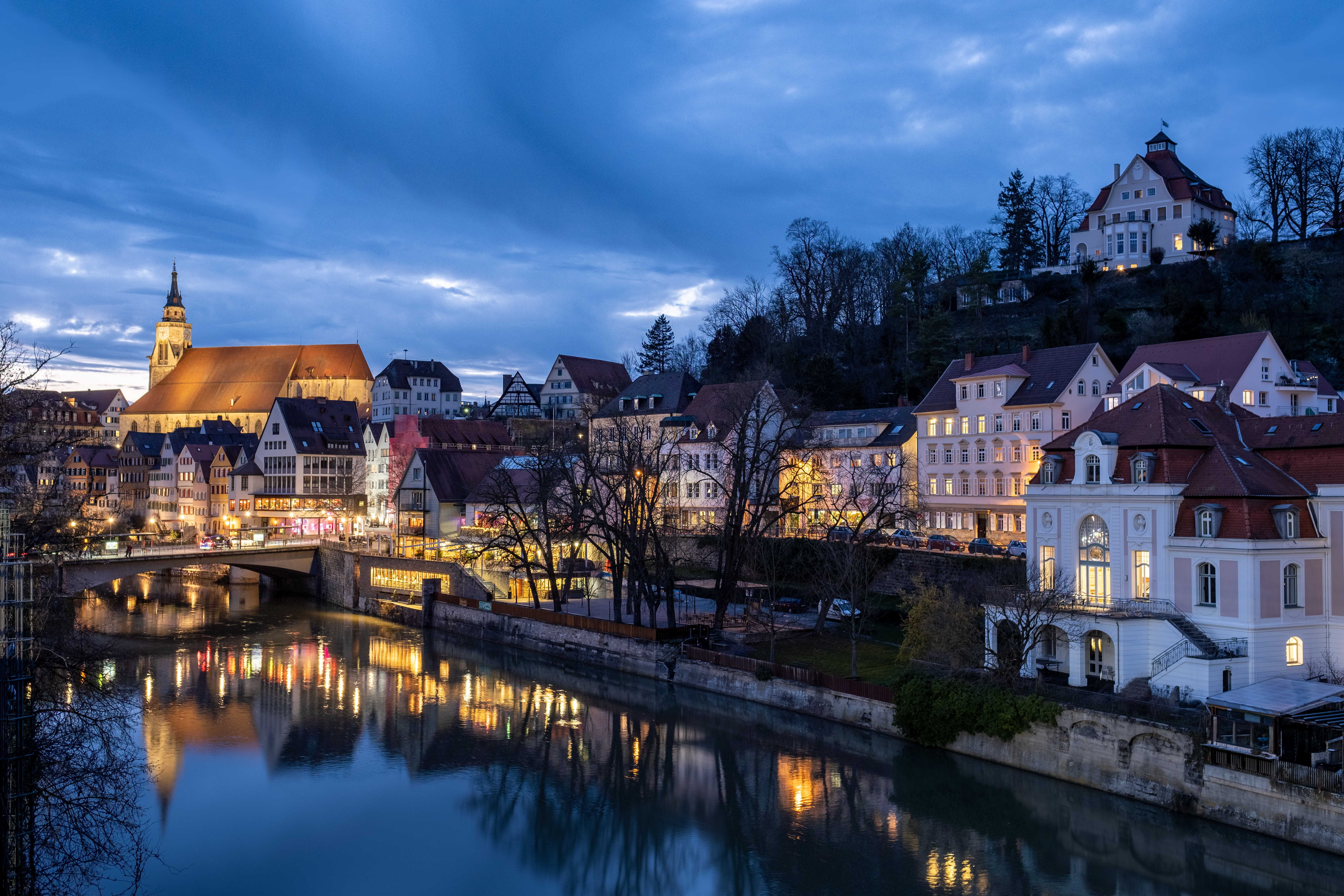
Schwabenhaus mit Neckarfront und Stiftskirche im Hintergrund

Das Schwabenhaus (auch: Altes Schwabenhaus) ist ein historistisches Gebäude am linken Neckarufer in der Tübinger Innenstadt, Gartenstraße 12, in dem heute die Evangelische Hochschule für Kirchenmusik Tübingen ihren Sitz hat. Seinen Namen hat das Gebäude von der Studentenverbindung Corps Suevia Tübingen, den „Tübinger Schwaben“ (auch „Tübser Schwaben“), die die ehemalige Badeanstalt in den Jahren 1899 bis 1900 als Korporationshaus ausgebaut und bis 1936 alleine genutzt haben.

## Denkmaleigenschaft
Das Gebäude ist ein Kulturdenkmal: „Es ist dem französischen Rokokostil nachempfunden und steht im positiven Gegensatz zu den teutonischen Trutzburgen der übrigen Verbindungshäuser“ und stellt einen wichtigen Beitrag des Historismus mit leichten Jugendstileinflüssen dar und wurde aufgrund seiner „kulturgeschichtlichen und heimatkundlichen Bedeutung“ in den 1970er Jahren ins Denkmalbuch eintragen, dies gegen den erklärten Widerstand der Stadt Tübingen.

## Vorgeschichte
Auf dem Grundstück am Neckarufer in der Gartenstraße eröffnete am 1. Juni 1868 der Zimmermeister Julius Haller eine Badeanstalt. Das Gebäude bestand aus einem einstöckigen Mittelbau und zwei zweistöckigen Seitenflügeln. Nach dem Tode des Meisters und seiner Frau führten zwei seiner Kinder die Badeanstalt weiter. Im Jahre 1898 verkauften die Kinder das Grundstück mit Garten für 44.000 Mark an den Verein alter Tübinger Schwaben (VATS), den Altherrenverein des Corps Suevia.

## Nutzung als Corpshaus

Wilhelm II., König von Württemberg, Aufnahme von 1903, im Couleur der Tübinger Schwaben

Das Corps Suevia hatte bereits im Jahr 1885 ein erstes Corpshaus in der Neckarhalde 66 erworben. Diese Unterkunft erwies sich aber schon bald als völlig unzureichend, das Bedürfnis nach „einem größeren Kneiplokal“ kam auf. Am 28. September 1898 genehmigte die Generalversammlung des Corps den Ankauf des Grundstücks in der Gartenstraße, im Sommersemester 1899 wurde mit dem Bau begonnen und im Frühjahr 1900 wurde er vollendet. Am 19. Mai 1900 fand die feierliche Übergabe des Corpshauses in Gegenwart von König Wilhelm II. von Württemberg statt, der auch Alter Herr des Corps war.

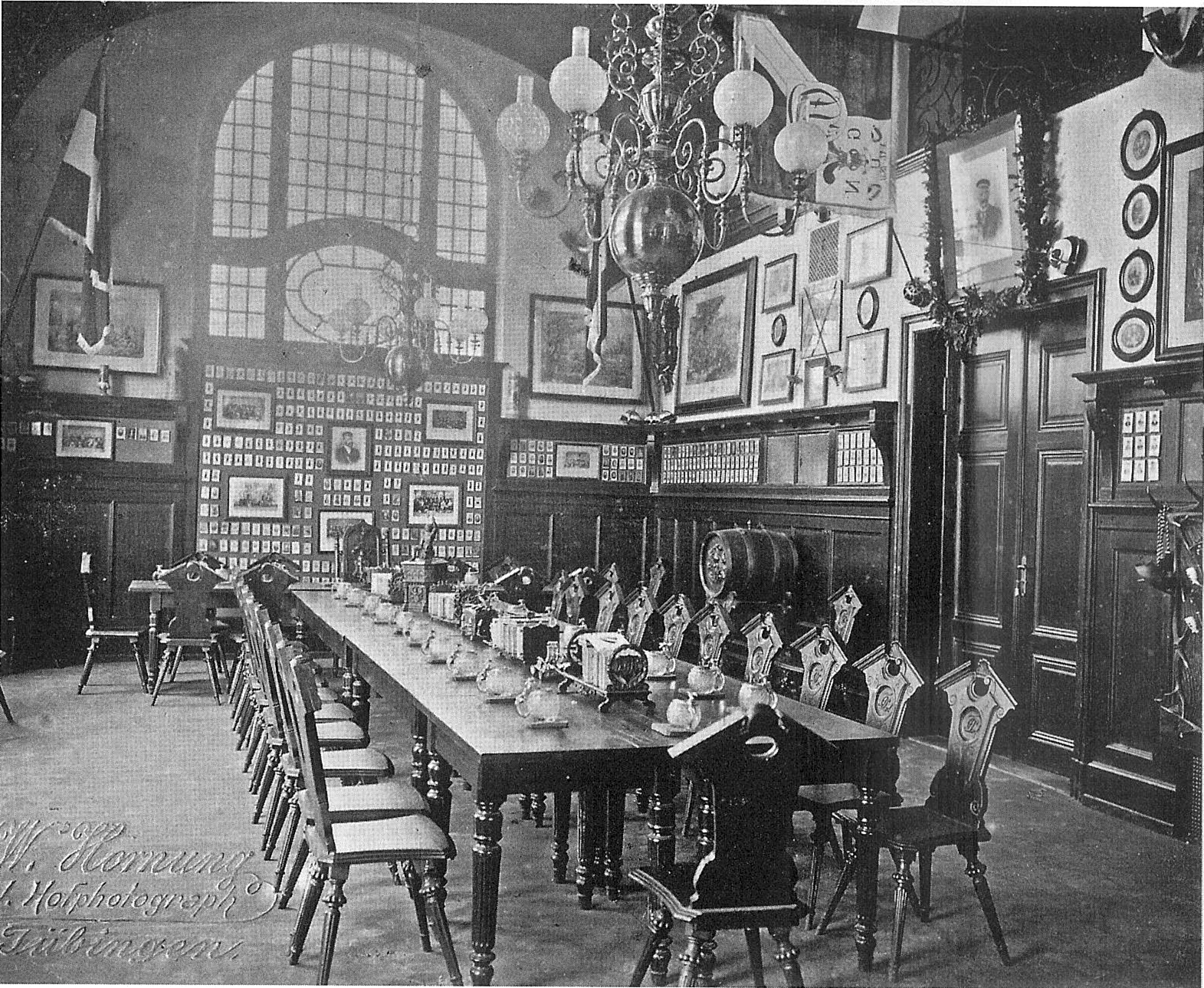
Große Kneipe im Schwabenhaus um 1900

Der Entwurf des Corpshauses stammte vom Architektenbüro Eisenlohr & Weigle, Stuttgart. Sie entwarfen einen Bau mit hohem Mansarddach, dreistöckig zur Straße und vierstöckig zum Fluss. Dem Ziegelmauerwerk wurde eine Putzfassade vorgeblendet, die horizontal gegliedert wurde durch reich gestaltete und in sich wieder gekröpfte Gesimse. Die vertikale Gliederung erfolgte durch Riesenquader vortäuschende Pilaster und Ecklisenen. Die dominierenden Farben waren weiß und rosa. Das ausgebaute Dachgeschoss erhielt eine Reihe von dekorierten Gauben. Stuckierte Vasen und Zierreliefs verliehen dem Bau einen Anklang an den Jugendstil.
Zentrum des Hauses war die im ersten Stock gelegene, sieben Meter hohe „große Kneipe“ mit Musikloge. Der große Raum ließ sich durch das Öffnen der Verbindungstür mit der „kleinen Kneipe“ zusammenführen. Beide Räume boten zusammen Platz für über 100 Personen.
Im Mittelgeschoss befanden sich ein Konventzimmer mit Nebenraum, ein Gastzimmer und mehrere Schlafräume für die Dienerschaft. Der zweite Stock enthielt vier Studentenwohnungen für die aktiven Corpsstudenten der Suevia. In der Etage stand auch ein Badezimmer zur Verfügung.
Im zum Fluss hin offenen Erdgeschoss befand sich die Wohnung des Hausmeisters, der Fechtübungsraum der Studenten (siehe auch Mensur), der Raum für die Niederdruck-Dampf-Heizanlage und die Küche. Darunter befand sich ein Keller, der durch einen Speiseaufzug mit den oberen Räumlichkeiten verbunden war.

## Offizierskasino im Zweiten Weltkrieg
Aufgrund des Drucks der Nationalsozialisten musste Suevia 1936 den Aktivenbetrieb einstellen. Der Altherrenverein beschloss, das Haus trotz der ungewissen Lage nicht zu verkaufen. Im Oktober 1940 wurden die Räumlichkeiten beschlagnahmt und die Wehrmacht nutzte Keller, Erdgeschoss und Teile des zweiten Stocks als Kasino. Im April 1942 mietete die Heeresstandortverwaltung das Haus mitsamt der Einrichtung und nutzte es ab August 1942 als Lazarett des Heeres für die Behandlung von sehbehinderten und erblindeten Soldaten.
Das Haus wurde beschädigt, als in der Nacht vom 15. auf den 16. März 1944 eine Luftmine bei der Neckarbrücke einschlug. Alle Fenster und Türen wurden zerstört und das Dach teilweise abgedeckt. Auch einige Wände waren betroffen.

## Nach Kriegsende
Nach Kriegsende beschlagnahmte das französische Militär das Haus und nutzte es unter anderem als Unteroffizierskasino. Nachdem das Haus für die zivile Nutzung freigegeben worden war, zog im Herbst 1949 das Kaiser-Wilhelm-Institut (später Max-Planck-Institut) für ausländisches und internationales Privatrecht in das Haus ein. Dazu wurden Umbaumaßnahmen vorgenommen wie der Einbau eines dreistöckigen Stahlgerüsts in den Kneipsaal, das die Institutsbibliothek aufnehmen sollte.
Am 28. Juli 1950 erwarb die Stadt Tübingen das benachbarte Neckarmüllerei-Anwesen, um dort notwendige bauliche Veränderungen im Sinne des damaligen Stadtbauplans durchzusetzen. Der Plan sah vor, das gesamte Neckarmüllereigelände mit einem Hotel- und Geschäftskomplex zu bebauen. 1953 kaufte die Stadt zur Umsetzung dieses Plans deshalb auch das Schwabenhaus für 55.000 Mark vom Verein alter Tübinger Schwaben. Eine Bürgerinitiative verhinderte jedoch das große Bauprojekt.

## Nutzung als Jugendclub
Das Schwabenhaus prägte als Jugendclub für viele Jahre die Tübinger Jugendlichen. Gegen Mitte des Jahres 1959 wurde das seit einiger Zeit leerstehende Schwabenhaus vom Jugendsozialwerk jeden Montag geöffnet. Wöchentlich trafen sich 40 bis 50 Jugendliche zwischen 16 und 21 Jahren, mit ausreichend Platz für zahlreiche Aktivitäten. Das Schwabenhaus wurde damit das erste Jugendhaus Tübingens.
Für die ersten „Clubler“, wie sich die neu angesiedelten Schwabenhäusler nannten, waren neben der neu errichteten Kellerbar vor allem gemeinsame Unternehmungen die Highlights ihrer Jugendclubzeit. Im Mai 1963 übernahm der 25-jährige Manfred „Manne“ Sailer die Leitung im Jugendhaus. Im Haus fanden neben Bandwettbewerben, Spielemittagen, Modeschauen, Sporttreffen, Filmabenden und Wohltätigkeitsbällen fanden auch kooperative Events mit dem Amerika-Haus, der Lebenshilfe oder dem evangelischen Mädchenwerk statt.
Im Jahr 1968 wurde ein weiterer in der Tübinger Bevölkerung umstrittener Bebauungsplan von der Stadtverwaltung genehmigt, wonach das Schwabenhaus sowie die benachbarte Neckarmüllerei abgerissen und einer Finanzgruppe zur Errichtung eines Geschäftszentrums zur Verfügung gestellt werden sollten. Eine Bürgerinitiative verzögerte die Pläne der Stadt, konnte den Abriss der Traditionswirtschaft neben dem Schwabenhaus im Jahr 1971 jedoch nicht verhindern. Heute befindet sich anstelle der alten Neckarmüllerei dort die 1991 neuerbaute Gasthausbrauerei „Neckarmüller“. Trotz seiner Bedeutung für die Jugendlichen der Region wurden dem etablierten Jugendclub bereits 1967 die Räume im Schwabenhaus schriftlich durch die Stadt gekündigt, damit diese den Bebauungsplan durchsetzen konnte. Im folgenden „Übergangsbetrieb“ war eine zukunftsgerichtete Arbeit sowie das Anwerben neuer Mitarbeitender unter den ständigen Abbruchdrohungen der Stadt kaum mehr möglich.
Manfred Sailer kapitulierte 1971 schließlich vor den massiven Problemen und verließ ziemlich genau acht Jahre nach seinem Amtsantritt den Jugendclub:

„Mit nur 25 Jahren durfte ich den Jugendclub übernehmen, ein Haus voller Leben. Jugendliche von den berüchtigten Tübinger Straßenecken haben mit mir gemeinsam Jahr für Jahr den Club nach ihren Vorstellungen in ihr Heim verwandelt. Ob die Tanzabende im Keller mit Schallplatten oder auch gesellige Nachmittage am Neckarufer, das Schwabenhaus wird immer einen Platz in meinem Herz haben.“

## Brand im Jugendclub und Besetzung des Epplehauses

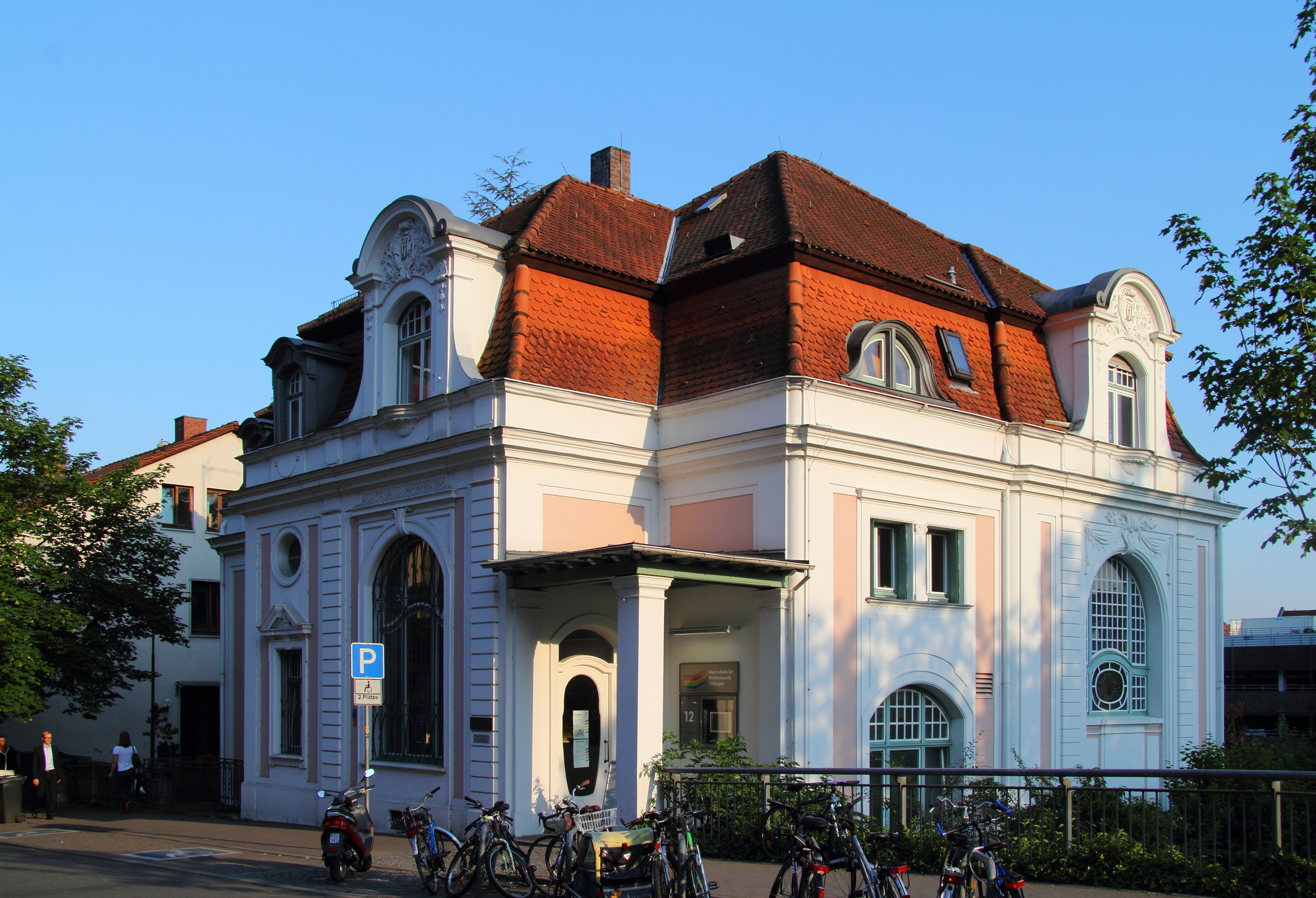
Moderne Bildungsstätte: Evangelische Hochschule für Kirchenmusik

Ohne Leiter kam es im Jugendclub Schwabenhaus zu Zerstörungen und Schlägereien, woraufhin es im September 1971 kurzerhand geschlossen wurde. Die Jugendlichen sammelten bei einer Kampagne rund 2.000 Unterschriften für eine Wiedereröffnung des Schwabenhauses, woraufhin die Stadt Tübingen die Jugendlichen das Haus im Januar 1972 wieder öffnen ließ.
Ein aus ungeklärten Umständen entstandene Schwelbrand im Inneren des Schwabenhauses machte die Räume in der Nacht zum 17. April 1972 unbenutzbar. Auch die folgenden polizeilichen Untersuchungen erbrachten keine Erkenntnisse. Daraufhin konnten die Jugendlichen ihren Jugendclub nicht mehr nutzen und stellten ein Ultimatum an die Stadt mit der Forderung der Renovierung sowie der Bereitstellung von Ersatzräumlichkeiten. Da die Stadt dem ersten Ultimatum nicht nachkam, wurde Oberbürgermeister Hans Gmelin ein erneutes Ultimatum zum 22. Juni 1972 gestellt. Die Jugendlichen rechneten nicht damit, dass die Stadt ihrem zweiten Ultimatum nachkommt, weswegen sie für den Tag nach dem Ultimatum ein Konzert mit der Agitprop-Band „Ton Steine Scherben“ um Rio Reiser organisierten. Nach dem Konzert besetzten die Jugendlichen ein leerstehendes Haus in der Karlstraße 13, um es als neuen Jugendclub zu nutzen. Das sogenannte Epplehaus existiert als selbstverwaltetes Jugendzentrum bis heute.

## Abrisspläne und Erhalt als Bildungsstätte
Nach dem Brand wollte die Stadt endlich abreißen, um ihren Bebauungsplan durchzusetzen. Widerstand gegen den Abriss des Schwabenhauses kam von einer Bürgerinitiative und dem Landesdenkmalamt. Der lang andauernde Streit wurde sowohl mit politischen, als auch mit juristischen Mitteln ausgetragen. Die Stadt Tübingen klagte auf Abbruch und verlor auch in der Revision beim Verwaltungsgerichtshof Baden-Württemberg in Mannheim. Die Klage wurde auch in Revision abgewiesen. Die Sanierung des Gebäudes konnte Ende 1976 beginnen. Am 15. August 1978 wurde das Gebäude an die Volkshochschule übergeben, die es mehrere Jahre nutzte.
Seit 1998 ist die Evangelische Hochschule für Kirchenmusik Tübingen im Schwabenhaus untergebracht. Dort stehen den Studenten und Dozenten unter anderem fünf Orgeln, fünf Flügel, acht Klaviere, drei Cembali und zwei Keyboards zur Verfügung. Des Weiteren verfügt die Hochschule über eine gut sortierte Musikbibliothek und über eine großzügige Orgelnotenbibliothek, die mit ihren über 8.000 Bänden europaweit etwas Besonderes darstellt.